# Hill GH1
El Hill GH1 fue un Monoplaza de Fórmula 1 diseñado por Andy Smallman para Embassy Hill para competir en la temporada 1975. Fue conducido por Graham Hill y Tony Brise.

## Historia

### 1975
El monoplaza debutó en Sudáfrica con Rolf Stommelen terminando fuera de los puntos con una séptima posición, en España, Stommelen terminó retirado por un accidente que acabó con la vida de 5 personas, y el francés François Migault terminó no clasificado, en el Gran Premio de Mónaco de 1975 solo participó Graham Hill terminando no clasificado, en Bélgica, Migault y el británico Tony Brise terminaron retirados, en el Gran Premio de Suecia de 1975 Brise obtuvo los primeros puntos para el equipo con un sexto lugar, mientras que el australiano Vern Schuppan terminó retirado, en Países Bajos Brise terminó fuera de los puntos con un séptimo lugar mientras que Alan Jones terminó decimotercero, en Francia Brise volvió a quedar séptimo, mientras que Jones terminó decimosexto, en el Gran Premio de Gran Bretaña de 1975 Brise terminó decimoquinto, y Jones terminó décimo, en Alemania el equipo volvió a sumar puntos con Jones terminando quinto, mientras que Brise terminó retirado por un accidente en la vuelta 9, en Austria Stommelen terminó decimosexto, y Brise decimoquinto, en Italia Brise y Stommelen terminaron retirados, y en la última carrera de la temporada, en Estados Unidos, el equipo solo inscribió a Brise, quién se retiró por un accidente.

## Resultados

### Fórmula 1
(Clave) (negrita indica pole position) (cursiva indica vuelta rápida)

| Año     | Escudería    | Motor                    | Pilotos          | Neu. | 1   | 2   | 3   | 4   | 5   | 6   | 7   | 8   | 9   | 10  | 11  | 12  | 13  | 14  | Puntos | Pos. |
| ------- | ------------ | ------------------------ | ---------------- | ---- | --- | --- | --- | --- | --- | --- | --- | --- | --- | --- | --- | --- | --- | --- | ------ | ---- |
| 1975    | Embassy Hill | Ford Cosworth DFV 3.0 V8 |                  | G    | ARG | BRA | RSA | ESP | MON | BEL | SWE | NED | FRA | GBR | GER | AUT | ITA | USA | 3      | 11.º |
| 1975    | Embassy Hill | Ford Cosworth DFV 3.0 V8 | Rolf Stommelen   | G    |     |     | 7   | Ret |     |     |     |     |     |     |     | 16  | Ret |     | 3      | 11.º |
| 1975    | Embassy Hill | Ford Cosworth DFV 3.0 V8 | François Migault | G    |     |     |     | NC  |     | Ret |     |     |     |     |     |     |     |     | 3      | 11.º |
| 1975    | Embassy Hill | Ford Cosworth DFV 3.0 V8 | Graham Hill      | G    |     |     |     |     | DNQ |     |     |     |     |     |     |     |     |     | 3      | 11.º |
| 1975    | Embassy Hill | Ford Cosworth DFV 3.0 V8 | Tony Brise       | G    |     |     |     |     |     | Ret | 6   | 7   | 7   | 15  | Ret | 15  | Ret | Ret | 3      | 11.º |
| 1975    | Embassy Hill | Ford Cosworth DFV 3.0 V8 | Vern Schuppan    | G    |     |     |     |     |     |     | Ret |     |     |     |     |     |     |     | 3      | 11.º |
| 1975    | Embassy Hill | Ford Cosworth DFV 3.0 V8 | Alan Jones       | G    |     |     |     |     |     |     |     | 13  | 16  | 10  | 5   |     |     |     | 3      | 11.º |
| Fuente: |              |                          |                  |      |     |     |     |     |     |     |     |     |     |     |     |     |     |     |        |      |